# Mohammad Nosrati
Mohammad Nosrati (per. محمد نصرتى, ur. 11 stycznia 1982 w Karadżu) – piłkarz irański grający na pozycji środkowego obrońcy.

## Kariera klubowa
Nosrati wychował się w klubie Keszawarz z jego rodzinnego miasta Karadż. W 1998 roku trafił do młodzieżowej drużyny PAS Teheran, a w 1999 roku zadebiutował w irańskiej ekstraklasie. Rok później trafił do innego pierwszoligowca Aboomoslem Meszhed. Jednak już po roku wrócił do PAS i grał tam do 2007 roku, czyli do czasu rozwiązania klubu. W 2003 roku wywalczył wicemistrzostwo Iranu, a latem był bliski przejścia do chorwackiego Dinama Zagrzeb, jednak zrezygnował z transferu tłumacząc to chęcią gry w silniejszej europejskiej lidze. W 2004 roku po raz pierwszy w karierze został mistrzem kraju. Latem 2007 został zawodnikiem jednego z czołowych irańskich klubów, Persepolis Tebriz. Grał też w Al-Nasr Dubaj, a od 2010 roku był piłkarzem Teraktor Sazi Tebriz. Grał też w takich klubach jak: Paykan FC, Gostaresz Fulad, Machine Sazi FC i Naft Teheran. W 2018 przeszedł do klubu Oxin Alborz.

## Kariera reprezentacyjna
W reprezentacji Iranu Nosrati zadebiutował 10 sierpnia 2002 w zremisowanym 1:1 meczu z Azerbejdżanem. W 2004 roku zajął z Iranem 3. miejsce w Pucharze Azji 2004. W 2006 roku Branko Ivanković powołał go do kadry na Mistrzostwa Świata w Niemczech, na których wystąpił we wszystkich 3 meczach grupowych: przegranych 1:3 z Meksykiem i 0:2 z Portugalią oraz zremisowanym 1:1 z Angolą. W 2007 roku wystąpił w Pucharze Azji 2007 - dotarł do ćwierćfinału.